# North American Hockey League (Profiliga)
Die North American Hockey League (kurz: NAHL) war eine professionelle nordamerikanische Eishockey Minor League.
1973 wurde die Liga ins Leben gerufen, wie auch die zur selben Zeit gegründete Southern Hockey League nahm sie vor allem die Teams der abgeschafften Eastern Hockey League in ihren Spielbetrieb auf. Die Meistertrophäe der Liga war der Lockhart Cup, der jeweils an den Sieger der Play-offs am Ende der Saison verliehen wurde.  Außerdem gilt die Liga als eine der Vorlagen für den Film Schlappschuss (Originaltitel: Slap Shot) mit Paul Newman und Michael Ontkean.
Außer dem Namen hat die Liga nichts gemeinsam mit der heute existierenden US-amerikanischen Juniorenliga North American Hockey League sowie der kanadischen Ligue Nord-Américaine de Hockey.

## Teams
| Team                       | Jahre     | Spielzeiten | Stadt                         |
| -------------------------- | --------- | ----------- | ----------------------------- |
| Jaros de Beauce            | 1975–1977 | 2           | Saint-Georges, Québec         |
| Broome Dusters             | 1973–1977 | 4           | Binghamton, New York          |
| Buffalo Norsemen           | 1975–1976 | 1           | Buffalo, New York             |
| Cape Cod Cubs/Cape Codders | 1973–1976 | 3           | South Yarmouth, Massachusetts |
| Erie Blades                | 1975–1977 | 2           | Erie, Pennsylvania            |
| Johnstown Jets             | 1973–1977 | 4           | Johnstown, Pennsylvania       |
| Long Island Cougars        | 1973–1975 | 2           | Commack, New York             |
| Maine Nordiques            | 1973–1977 | 4           | Lewiston, Maine               |
| Mohawk Valley Comets       | 1973–1977 | 4           | Utica, New York               |
| Philadelphia Firebirds     | 1974–1977 | 3           | Philadelphia, Pennsylvania    |
| Syracuse Blazers           | 1973–1977 | 4           | Syracuse, New York            |

## Lockhart Cup
| Saison  | Meister                | Finalist            |
| ------- | ---------------------- | ------------------- |
| 1973/74 | Syracuse Blazers       | Long Island Cougars |
| 1974/75 | Johnstown Jets         | Broome Dusters      |
| 1975/76 | Philadelphia Firebirds | Beauce Jaros        |
| 1976/77 | Syracuse Blazers       | Maine Nordiques     |